# Transit 5C-1
Transit 5C-1 – amerykański technologiczny satelita wojskowy, działający prototyp, który testował system nawigacji dla okrętów podwodnych US Navy przenoszących pociski balistyczne typu UGM-27 Polaris.
Misję finansowało Naval Research Laboratory (NRL) z ramienia US Navy. Statek zbudowało NRL i Johns Hopkins University. Wraz z nim wyniesiono satelitę Transit 5E-3.
Statek przenosił generatorem RTG typu SNAP 9A.
Satelita pozostaje na orbicie, której trwałość szacuje się na 70 lat.